# Laas
|  | Per a altres significats, vegeu «Ernst Laas». |

Laas (italià Lasa) és un municipi italià, dins de la província autònoma de Tirol del Sud. És un dels municipis del districte i de Vinschgau. L'any 2007 tenia 3.703 habitants. Comprèn les fraccions de Allitz (Alliz), Eyrs (Oris), Tanas i Tschengls (Cengles). Limita amb els municipis de Mals (Malles Venosta), Martell (Martello), Prad (Prato), Schlanders (Silandro), Schluderns (Sluderno), i Stilfs (Stelvio).

## Situació lingüística
| Pertinença lingüística (cens 2001) | 97,54% alemany |
| Pertinença lingüística (cens 2001) | 2,29% italià   |
| Pertinença lingüística (cens 2001) | 0,17% ladí     |

## Administració

Territori comunal

| Període | Identitat         | Partit |
| ------- | ----------------- | ------ |
| 2004-   | Andreas Tappeiner | SVP    |